# Cimetière marin de Toulon
Le « cimetière marin de Toulon » est le nom improprement donné à l'endroit où sont mouillés des navires désarmés de la marine nationale française au sud de la rade de Toulon (Var), à Saint-Mandrier. Le port de Toulon est le principal port militaire français. Un mouillage similaire existe dans la rade de Brest, le cimetière des navires de Landévennec.